# Старт (лодочный мотор)
«Старт» — марка подвесных лодочных моторов производства Казанского Моторостроительного Производственного объединения (г. Казань) экспериментальный лодочный мотор, разработанный в 1973 году на основе лучших мировых достижений в этой области. Рабочий объём лодочного мотора составлял 700 см³., мощность 50 л. с. при 5500 об/мин.

## История создания
В 1973 году на Казанском Моторостроительном Производственном объединении (КМПО) в одном из цехов силами энтузиастов завода, по инициативе Сергея Петровича Островского, началась разработка и проектирование нового мощного лодочного мотора. За основу брали лучшие мировые достижения, в частности ступень мотора конструктивно схожа на Yamaha и Mercury, переключение реверса происходило так же, как лодочных моторов «Нептун-23», «Yamaha 40» и даже американских. Разве что, не было выхлопа через ступицу винта. Выхлоп через ступицу винта производился лишь в последней модификации мотора ЛМ-702, у которого по сравнению с первым образцом ЛМ-700 был одинаковым лишь рабочий объём, а редуктор в последней модификации был изменён, передаточное число уже составляло 12:29. Мотоголова также совместила все лучшие достижения в мировом производстве, продувка трехканальная возвратно-петлевая, что улучшило экономические показатели мотора в целом. Конструктивно — это трехцилиндровый двигатель с возвратно-петлевой продувкой, с рабочим объёмом 700 см³.

## Производство
По одной версии, КМПО выпустил ограниченную партию моторов в 1973—1979 годах, общей численностью в 500 штук, которая разошлась в некоторые рыбопромысловые организации, колхозы и к гонщикам водномоторникам. В 1973 году появилась экспериментальная модель ЛМ-700, которая участвовала в гонках в Карнасе. Спустя пару лет появился промежуточный вариант ЛМ-701, а в 1978 году в Лиепае продемонстрировали последнюю перспективную модификацию лодочного мотора под обозначением ЛМ-702, за которую коллектив завода получил государственную награду, в частности — этот мотор вобрал в себя все лучшие мировые разработки в этой области, обогнал свое время. Диаметр цилиндров составлял 71,75 мм, ход поршня 58 мм (коленвал использовался по конструкции Привета-22). К 1981 году Старт-50 был готов к серийному производству. В чёрный день 15 сентября 1981 г. произошло второе с 1978 г. повышение цен на бензин и одновременное волюнтаристское повышение цен на все лодки и моторы в 1.5 раза под лозунгами борьбы за чистоту окружающей среды. К тому же по всей стране прокатилась волна необоснованных запретов на эксплуатацию мотолодок. Это был тяжелейший удар, от которого отечественная промышленность до сих пор не может оправиться. В результате этого резко упал спрос на все лодки и моторы, были сняты с производства многие модели подвесных моторов и лодок, прекращены конструкторские работы в этой области. После этого казанцы больше не выпускали никаких лодочных моторов.